# Pedro Fernández Manrique y Vivero
Pedro Fernández Manrique y Vivero (11 de agosto de 1458-Osorno, 29 de octubre de 1515), noble castellano que fue segundo conde de Osorno. 

## Biografía
Era primogénito de Gabriel Fernández Manrique, I conde de Osorno, y su segunda esposa Aldonza López de Vivero, hija mayor de Alonso Pérez de Vivero y de Inés de Guzmán. Consta que en 1464 el rey Enrique IV lo nombró comendador mayor de Castilla en la Orden de Santiago, pero esta dignidad la continuó ostentando su padre hasta que este renunció a ella en 1475. En calidad de tal asistió a los Capítulos Generales de 1480 en Uclés, de 1486 en Écija, de 1494 en Tordesillas y, asimismo, participó de algunas acciones bélicas importantes: el socorro de Alhama (1482), los sitios de Alora y Setenil (1484), las conquistas de Vélez-Málaga y de Málaga (1487) y el sitio de Baza al que acude con refuerzos (1489).
Con la muerte de su padre en 1482, Pedro Manrique heredó el condado de Osorno junto con los señoríos de Galisteo, Villasirga, Alvalá, Maderuelo y San Martín del Monte, a los que agregó por compra en 1494 el de Bayalá, Villamariel en 1499 y los lugares de Villovieco y Diezma en 1509. A este respecto hubo varios litigios. Por ejemplo, en 1485 su primo el marqués de Aguilar de Campoo, Garci Fernández, pretendió impugnar la sucesión en el condado, y el propio conde, años después, le reclamó a su tío Juan Manrique la devolución de Fuentiguinaldo, por ser una de las villas que su abuelo había vinculado a Gabriel, su padre. No salió airoso en este último caso, pues por escritura del 26 de marzo de 1498 el conde y su hijo renunciaron a sus derechos sobre Fuentiguinaldo, a cambio de lo cual recibiría de su tío una indemnización de mil doblas de oro.
Igual de conflictiva fue la relación que mantuvo con sus vasallos. De ese modo, se le acusaba de cobrar indebidamente las alcabalas en su villas de Galisteo y otros concejos de su tierra como El Guijo y Pozuelo, intentar recaudar de sus vecinos ciertos maravedíes y exigirles cien espingarderos cuando la guerra de Granada ya había terminado, imponer gravosas cargas de alojamiento cuando visitaba la villa, usurpar tierras y dehesas, cercar algunos lugares de su Tierra para impedir a los vecinos, entre otras cosas, cazar liebres, bajo pena de cuantiosas multas, obligar a los vecinos a trabajar para él como viñadores, correos, transportistas de carretas, bueyes y otros materiales, pagándoles una retribución mínima, exigirles perdices como presente de Navidad etc. Algunos de estos y otros abusos tenían como finalidad amedrentar a los vecinos para que desistiesen en los pleitos interpuestos contra él, e incluían amenazas de muerte, penas físicas, apresamientos y confiscaciones.
A la muerte de Isabel la Católica en 1504, Pedro Manrique fue uno de los pocos nobles que permaneció fiel al rey Fernando, regente del reino, frente a los que apoyaban al archiduque Felipe, rey consorte de Castilla por su matrimonio con la reina Juana, y para guardar el servicio del Rey Católico firmó en 1505 una confederación de ayuda mutua con el condestable de Castilla y el conde de Oñate. En favor de él, asimismo, se desprendió de su dignidad de comendador mayor en 1510, a cambio de lo cual recibió del rey, para su hijo mayor García Manrique, la encomienda de Ribera y una pensión anual valorada en mil ducados. Según lo expuesto por Gonzalo Fernández de Oviedo en sus Batallas y Quinquagenas, esta renuncia fue muy mal vista por los parientes del conde.
Falleció el 29 de octubre de 1515 y fue sepultado en el monasterio de la Santísima Trinidad de Burgos, al igual que su padre y su abuelo.

## Matrimonio y descendencia
En 1482, el conde casó en primeras nupcias con Teresa de Toledo, hija de los duques de Alba, García Álvarez de Toledo y María Enríquez de Toledo, cuya dote ascendió a un 1 500 000 maravedíes en moneda, brocados y atavíos de casa. Con ella tuvo siete hijos, entre los cuales estaban:
- Garci Fernández, que sucedió como tercer conde de Osorno.
- Aldonza Manrique, casada con Pedro de Luna y Bobadilla, III señor de Fuentidueña.
- Gabriel Manrique, que casó con Constanza Zapata.

Después de enviudar, en 1487 casó en segundas nupcias con María de Cabrera y Bobadilla (m. 10 de septiembre de 1519), hija de los marqueses de Moya, Andrés Cabrera y Beatriz Fernández de Bobadilla. Con ella tuvo un único hijo:
- Pedro Manrique de Bobadilla, comendador de Benifayán en la Orden de Alcántara.[21]